# يو إف سي ليلة القتال: سيلفا ضد إيرفين
يو إف سي ليلة القتال: سيلفا ضد إيرفين (بالإنجليزية: UFC Fight Night: Silva vs. Irvin)‏ هو حدث لفنون القتال المختلطة نظمته يو إف سي، أُقيم في 19 يوليو 2008، على منتجع بالمز كازينو في لاس فيغاس، نيفادا، الولايات المتحدة.